# Galaxias globiceps
El puye (Galaxias globiceps), es una especie de pez de la familia de los galaxíidos. Existen varias especies de esta familia que reciben el mismo nombre común de puye.

## Morfología
Su longitud máxima descrita es de 10'7 cm.

## Distribución y hábitat
Es un pez de agua dulce bentónico, que vive en ríos de agua templada, distribuido de forma endémica en ríos de Los Alerces cerca de Puerto Montt (Chile). En 1994 fue calificado especie en peligro, pero estudios más recientes sugieren que existen pocos datos para determinar su estado de conservación en su área de distribución, sospechándose que podría estar extinguido.